# Danh sách sân bay bận rộn nhất Hàn Quốc
Đây là danh sách sân bay đông đúc nhất ở Hàn Quốc theo hành khách / năm.

## Số liếu cuối cùng của năm 2013
| Hạng | Sân bay                  | Thành phố          | Hành khách |
| ---- | ------------------------ | ------------------ | ---------- |
| 1.   | Sân bay quốc tế Incheon  | Seoul / Incheon    | 41,482,828 |
| 2.   | Sân bay quốc tế Jeju     | Jeju               | 20,055,238 |
| 3.   | Sân bay quốc tế Gimpo    | Seoul              | 19,904,327 |
| 4.   | Sân bay quốc tế Gimhae   | Busan              | 9,671,381  |
| 5.   | Sân bay Cheongju         | Cheongju           | 1,378,604  |
| 6.   | Sân bay Gwangju          | Gwangju            | 1,332,234  |
| 7.   | Sân bay Daegu            | Daegu              | 1,084,585  |
| 8.   | Sân bay Yeosu            | Yeosu              | 475,460    |
| 9.   | Sân bay Ulsan            | Ulsan              | 473,276    |
| 10.  | Sân bay Pohang           | Pohang             | 239,516    |
| 11.  | Sân bay Gunsan           | Gunsan             | 175,492    |
| 12.  | Sân bay quốc tế Muan     | Muan               | 132,603    |
| 13.  | Sân bay Sacheon          | Sacheon / Jinju    | 116,106    |
| 14.  | Sân bay Wonju            | Wonju / Hoengseong | 79,716     |
| 15.  | Sân bay quốc tế Yangyang | Yangyang           | 38,748     |

## Số liếu cuối cùng của năm 2012
| Hạng | Sân bay                  | Thành phố          | Hành khách |
| ---- | ------------------------ | ------------------ | ---------- |
| 1.   | Sân bay quốc tế Incheon  | Seoul / Incheon    | 38,970,864 |
| 2.   | Sân bay quốc tế Gimpo    | Seoul              | 19,429,224 |
| 3.   | Sân bay quốc tế Jeju     | Jeju               | 18,443,047 |
| 4.   | Sân bay quốc tế Gimhae   | Busan              | 9,196,090  |
| 5.   | Sân bay Gwangju          | Gwangju            | 1,380,071  |
| 6.   | Sân bay Cheongju         | Cheongju           | 1,308,994  |
| 7.   | Sân bay Daegu            | Daegu              | 1,110,290  |
| 8.   | Sân bay Yeosu            | Yeosu              | 632,131    |
| 9.   | Sân bay Ulsan            | Ulsan              | 519,849    |
| 10.  | Sân bay Pohang           | Pohang             | 262,198    |
| 11.  | Sân bay Gunsan           | Gunsan             | 161,009    |
| 12.  | Sân bay Sacheon          | Sacheon / Jinju    | 138,195    |
| 13.  | Sân bay quốc tế Muan     | Muan               | 96,166     |
| 14.  | Sân bay Wonju            | Wonju / Hoengseong | 82,759     |
| 15.  | Sân bay quốc tế Yangyang | Yangyang           | 23,354     |

## Số liếu cuối cùng của năm 2011
| Hạng | Sân bay                  | Thành phố          | Hành khách |
| ---- | ------------------------ | ------------------ | ---------- |
| 1.   | Sân bay quốc tế Incheon  | Seoul / Incheon    | 35,062,366 |
| 2.   | Sân bay quốc tế Gimpo    | Seoul              | 18,513,927 |
| 3.   | Sân bay quốc tế Jeju     | Jeju               | 17,201,878 |
| 4.   | Sân bay quốc tế Gimhae   | Busan              | 8,749,153  |
| 5.   | Sân bay Gwangju          | Gwangju            | 1,375,839  |
| 6.   | Sân bay Cheongju         | Cheongju           | 1,337,791  |
| 7.   | Sân bay Daegu            | Daegu              | 1,178,212  |
| 8.   | Sân bay Yeosu            | Yeosu              | 627,350    |
| 9.   | Sân bay Ulsan            | Ulsan              | 594,932    |
| 10.  | Sân bay Pohang           | Pohang             | 260,050    |
| 11.  | Sân bay Gunsan           | Gunsan             | 172,327    |
| 12.  | Sân bay Sacheon          | Sacheon / Jinju    | 143,483    |
| 13.  | Sân bay quốc tế Muan     | Muan               | 91,133     |
| 14.  | Sân bay Wonju            | Wonju / Hoengseong | 72,226     |
| 15.  | Sân bay quốc tế Yangyang | Yangyang           | 5,749      |

## Số liếu cuối cùng của năm 2010
| Hạng | Sân bay                  | Thành phố          | Hành khách |
| ---- | ------------------------ | ------------------ | ---------- |
| 1.   | Sân bay quốc tế Incheon  | Seoul / Incheon    | 33,478,925 |
| 2.   | Sân bay quốc tế Gimpo    | Seoul              | 17,565,901 |
| 3.   | Sân bay quốc tế Jeju     | Jeju               | 15,724,360 |
| 4.   | Sân bay quốc tế Gimhae   | Busan              | 8,160,546  |
| 5.   | Sân bay Gwangju          | Gwangju            | 1,348,847  |
| 6.   | Sân bay Cheongju         | Cheongju           | 1,296,842  |
| 7.   | Sân bay Daegu            | Daegu              | 1,148,953  |
| 8.   | Sân bay Ulsan            | Ulsan              | 980,887    |
| 9.   | Sân bay Yeosu            | Yeosu              | 657,037    |
| 10.  | Sân bay Pohang           | Pohang             | 323,652    |
| 11.  | Sân bay Gunsan           | Gunsan             | 174,638    |
| 12.  | Sân bay Sacheon          | Sacheon / Jinju    | 160,704    |
| 13.  | Sân bay quốc tế Muan     | Muan               | 100,021    |
| 14.  | Sân bay Wonju            | Wonju / Hoengseong | 70,522     |
| 15.  | Sân bay quốc tế Yangyang | Yangyang           | 8,930      |

## Số liếu cuối cùng của năm 2009
| Hạng | Sân bay                  | Thành phố          | Hành khách |
| ---- | ------------------------ | ------------------ | ---------- |
| 1.   | Sân bay quốc tế Incheon  | Seoul / Incheon    | 28,549,770 |
| 2.   | Sân bay quốc tế Gimpo    | Seoul              | 15,369,944 |
| 3.   | Sân bay quốc tế Jeju     | Jeju               | 13,643,366 |
| 4.   | Sân bay quốc tế Gimhae   | Busan              | 6,870,157  |
| 5.   | Sân bay Gwangju          | Gwangju            | 1,363,122  |
| 6.   | Sân bay Daegu            | Daegu              | 1,026,203  |
| 7.   | Sân bay Cheongju         | Cheongju           | 1,023,532  |
| 8.   | Sân bay Ulsan            | Ulsan              | 1,013,137  |
| 9.   | Sân bay Yeosu            | Yeosu              | 613,233    |
| 10.  | Sân bay Pohang           | Pohang             | 304,372    |
| 11.  | Sân bay Sacheon          | Sacheon / Jinju    | 187,969    |
| 12.  | Sân bay Gunsan           | Gunsan             | 156,402    |
| 13.  | Sân bay Wonju            | Wonju / Hoengseong | 74,201     |
| 14.  | Sân bay quốc tế Muan     | Muan               | 57,716     |
| -    | Sân bay quốc tế Yangyang | Yangyang           | closed     |

## Số liếu cuối cùng của năm 2008
| Hạng | Sân bay                  | Thành phố          | Hành khách |
| ---- | ------------------------ | ------------------ | ---------- |
| 1.   | Sân bay quốc tế Incheon  | Seoul / Incheon    | 29,973,522 |
| 2.   | Sân bay quốc tế Gimpo    | Seoul              | 14,264,693 |
| 3.   | Sân bay quốc tế Jeju     | Jeju               | 12,448,084 |
| 4.   | Sân bay quốc tế Gimhae   | Busan              | 7,202,117  |
| 5.   | Sân bay Gwangju          | Gwangju            | 1,380,636  |
| 6.   | Sân bay Ulsan            | Ulsan              | 1,130,634  |
| 7.   | Sân bay Daegu            | Daegu              | 1,079,011  |
| 8.   | Sân bay Cheongju         | Cheongju           | 1,042,512  |
| 9.   | Sân bay Yeosu            | Yeosu              | 641,690    |
| 10.  | Sân bay Pohang           | Pohang             | 267,686    |
| 11.  | Sân bay Sacheon          | Sacheon / Jinju    | 204,359    |
| 12.  | Sân bay quốc tế Muan     | Muan               | 130,014    |
| 13.  | Sân bay Gunsan           | Gunsan             | 99,669     |
| 14.  | Sân bay Wonju            | Wonju / Hoengseong | 78,754     |
| 15.  | Sân bay quốc tế Yangyang | Yangyang           | 9,312      |

## Số liếu cuối cùng của năm 2007
| Hạng | Sân bay                  | Thành phố          | Hành khách |
| ---- | ------------------------ | ------------------ | ---------- |
| 1.   | Sân bay quốc tế Incheon  | Seoul / Incheon    | 31,227,897 |
| 2.   | Sân bay quốc tế Gimpo    | Seoul              | 13,811,004 |
| 3.   | Sân bay quốc tế Jeju     | Jeju               | 12,296,426 |
| 4.   | Sân bay quốc tế Gimhae   | Busan              | 7,403,262  |
| 5.   | Sân bay Gwangju          | Gwangju            | 1,539,187  |
| 6.   | Sân bay Ulsan            | Ulsan              | 1,207,740  |
| 7.   | Sân bay Daegu            | Daegu              | 1,177,490  |
| 8.   | Sân bay Cheongju         | Cheongju           | 1,032,484  |
| 9.   | Sân bay Yeosu            | Yeosu              | 656,022    |
| 10.  | Sân bay Pohang           | Pohang             | 297,702    |
| 11.  | Sân bay Sacheon          | Sacheon / Jinju    | 214,214    |
| 12.  | Sân bay Gunsan           | Gunsan             | 133,242    |
| 13.  | Sân bay Wonju            | Wonju / Hoengseong | 79,102     |
| 14.  | Sân bay quốc tế Yangyang | Yangyang           | 35,300     |
| 15.  | Sân bay quốc tế Muan     | Muan               | 15,223     |
| 16.  | Sân bay Mokpo            | Mokpo              | 13,761     |

## Số liếu cuối cùng của năm 2006
| Hạng | Sân bay                  | Thành phố          | Hành khách |
| ---- | ------------------------ | ------------------ | ---------- |
| 1.   | Sân bay quốc tế Incheon  | Seoul / Incheon    | 28,191,116 |
| 2.   | Sân bay quốc tế Gimpo    | Seoul              | 13,766,523 |
| 3.   | Sân bay quốc tế Jeju     | Jeju               | 12,109,836 |
| 4.   | Sân bay quốc tế Gimhae   | Busan              | 7,071,037  |
| 5.   | Sân bay Gwangju          | Gwangju            | 1,629,787  |
| 6.   | Sân bay Ulsan            | Ulsan              | 1,200,072  |
| 7.   | Sân bay Daegu            | Daegu              | 1,194,150  |
| 8.   | Sân bay Cheongju         | Cheongju           | 999,563    |
| 9.   | Sân bay Yeosu            | Yeosu              | 601,599    |
| 10.  | Sân bay Pohang           | Pohang             | 347,180    |
| 11.  | Sân bay Sacheon          | Sacheon / Jinju    | 224,792    |
| 12.  | Sân bay Gunsan           | Gunsan             | 155,207    |
| 13.  | Sân bay Wonju            | Wonju / Hoengseong | 80,361     |
| 14.  | Sân bay quốc tế Yangyang | Yangyang           | 51,547     |
| 15.  | Sân bay Mokpo            | Mokpo              | 16,909     |

## Số liếu cuối cùng của năm 2005
| Hạng | Sân bay                  | Thành phố          | Hành khách |
| ---- | ------------------------ | ------------------ | ---------- |
| 1.   | Sân bay quốc tế Incheon  | Seoul / Incheon    | 26,051,466 |
| 2.   | Sân bay quốc tế Gimpo    | Seoul              | 13,448,152 |
| 3.   | Sân bay quốc tế Jeju     | Jeju               | 11,354,925 |
| 4.   | Sân bay quốc tế Gimhae   | Busan              | 7,045,806  |
| 5.   | Sân bay Gwangju          | Gwangju            | 1,642,129  |
| 6.   | Sân bay Daegu            | Daegu              | 1,236,446  |
| 7.   | Sân bay Ulsan            | Ulsan              | 1,222,110  |
| 8.   | Sân bay Cheongju         | Cheongju           | 857,269    |
| 9.   | Sân bay Yeosu            | Yeosu              | 618,217    |
| 10.  | Sân bay Pohang           | Pohang             | 464,653    |
| 11.  | Sân bay Sacheon          | Sacheon / Jinju    | 315,952    |
| 12.  | Sân bay Gunsan           | Gunsan             | 163,779    |
| 13.  | Sân bay Wonju            | Wonju / Hoengseong | 75,514     |
| 14.  | Sân bay quốc tế Yangyang | Yangyang           | 60,690     |
| 15.  | Sân bay Mokpo            | Mokpo              | 18,582     |

## Số liếu cuối cùng của năm 2004
| Hạng | Sân bay                  | Thành phố          | Hành khách |
| ---- | ------------------------ | ------------------ | ---------- |
| 1.   | Sân bay quốc tế Incheon  | Seoul / Incheon    | 24,084,072 |
| 2.   | Sân bay quốc tế Gimpo    | Seoul              | 14,841,953 |
| 3.   | Sân bay quốc tế Jeju     | Jeju               | 11,104,341 |
| 4.   | Sân bay quốc tế Gimhae   | Busan              | 7,674,153  |
| 5.   | Sân bay Gwangju          | Gwangju            | 1,879,968  |
| 6.   | Sân bay Daegu            | Daegu              | 1,567,678  |
| 7.   | Sân bay Ulsan            | Ulsan              | 1,380,788  |
| 8.   | Sân bay Cheongju         | Cheongju           | 821,259    |
| 9.   | Sân bay Pohang           | Pohang             | 659,988    |
| 10.  | Sân bay Yeosu            | Yeosu              | 504,353    |
| 11.  | Sân bay Sacheon          | Sacheon / Jinju    | 447,231    |
| 12.  | Sân bay Gunsan           | Gunsan             | 132,446    |
| 13.  | Sân bay quốc tế Yangyang | Yangyang           | 114,342    |
| 14.  | Sân bay Wonju            | Wonju / Hoengseong | 95,422     |
| 15.  | Sân bay Mokpo            | Mokpo              | 42,119     |

## Số liếu cuối cùng của năm 2003
| Hạng | Sân bay                  | Thành phố          | Hành khách |
| ---- | ------------------------ | ------------------ | ---------- |
| 1.   | Sân bay quốc tế Incheon  | Seoul / Incheon    | 19,789,874 |
| 2.   | Sân bay quốc tế Gimpo    | Seoul              | 16,880,641 |
| 3.   | Sân bay quốc tế Jeju     | Jeju               | 10,802,989 |
| 4.   | Sân bay quốc tế Gimhae   | Busan              | 8,782,835  |
| 5.   | Sân bay Daegu            | Daegu              | 2,228,550  |
| 6.   | Sân bay Gwangju          | Gwangju            | 2,081,031  |
| 7.   | Sân bay Ulsan            | Ulsan              | 1,395,326  |
| 8.   | Sân bay Cheongju         | Cheongju           | 761,148    |
| 9.   | Sân bay Pohang           | Pohang             | 645,494    |
| 10.  | Sân bay Sacheon          | Sacheon / Jinju    | 518,115    |
| 11.  | Sân bay Yeosu            | Yeosu              | 510,530    |
| 12.  | Sân bay quốc tế Yangyang | Yangyang           | 194,539    |
| 13.  | Sân bay Gunsan           | Gunsan             | 150,635    |
| 14.  | Sân bay Mokpo            | Mokpo              | 117,661    |
| 15.  | Sân bay Wonju            | Wonju / Hoengseong | 58,355     |
| 16.  | Sân bay quân sự Yecheon  | Yecheon            | 19,043     |

## Số liếu cuối cùng của năm 2002
| Hạng | Sân bay                   | Thành phố          | Hành khách |
| ---- | ------------------------- | ------------------ | ---------- |
| 1.   | Sân bay quốc tế Incheon   | Seoul / Incheon    | 20,924,171 |
| 2.   | Sân bay quốc tế Gimpo     | Seoul              | 17,092,095 |
| 3.   | Sân bay quốc tế Jeju      | Jeju               | 9,939,700  |
| 4.   | Sân bay quốc tế Gimhae    | Busan              | 9,173,288  |
| 5.   | Sân bay Daegu             | Daegu              | 2,274,901  |
| 6.   | Sân bay Gwangju           | Gwangju            | 2,129,521  |
| 7.   | Sân bay Ulsan             | Ulsan              | 1,383,733  |
| 8.   | Sân bay Pohang            | Pohang             | 704,467    |
| 9.   | Sân bay Cheongju          | Cheongju           | 634,066    |
| 10.  | Sân bay Sacheon           | Sacheon / Jinju    | 544,860    |
| 11.  | Sân bay Yeosu             | Yeosu              | 544,044    |
| 12.  | Sân bay quốc tế Yangyang  | Yangyang           | 217,115    |
| 13.  | Sân bay Mokpo             | Mokpo              | 174,281    |
| 14.  | Sân bay Gunsan            | Gunsan             | 152,254    |
| 15.  | Sân bay quân sự Gangneung | Gangneung          | 67,355     |
| 16.  | Sân bay quân sự Yecheon   | Yecheon            | 32,379     |
| 17.  | Sân bay Wonju             | Wonju / Hoengseong | 29,621     |
| 18.  | Sân bay Sokcho            | Sokcho             | 9,539      |

## Số liếu cuối cùng của năm 2001
| Hạng | Sân bay                   | Thành phố          | Hành khách |
| ---- | ------------------------- | ------------------ | ---------- |
| 1.   | Sân bay quốc tế Gimpo     | Seoul              | 22,041,099 |
| 2.   | Sân bay quốc tế Incheon   | Seoul/ Incheon     | 14,542,290 |
| 3.   | Sân bay quốc tế Jeju      | Jeju               | 9,320,337  |
| 4.   | Sân bay quốc tế Gimhae    | Busan              | 9,168,089  |
| 5.   | Sân bay Gwangju           | Gwangju            | 2,234,855  |
| 6.   | Sân bay Daegu             | Daegu              | 2,214,613  |
| 7.   | Sân bay Ulsan             | Ulsan              | 1,387,574  |
| 8.   | Sân bay Sacheon           | Sacheon / Jinju    | 815,014    |
| 9.   | Sân bay Pohang            | Pohang             | 774,029    |
| 10.  | Sân bay Yeosu             | Yeosu              | 618,465    |
| 11.  | Sân bay Cheongju          | Cheongju           | 606,108    |
| 12.  | Sân bay quân sự Gangneung | Gangneung          | 409,683    |
| 13.  | Sân bay Mokpo             | Mokpo              | 288,169    |
| 14.  | Sân bay Gunsan            | Gunsan             | 244,573    |
| 15.  | Sân bay quân sự Yecheon   | Yecheon            | 86,293     |
| 16.  | Sân bay Sokcho            | Sokcho             | 76,167     |
| 17.  | Sân bay Wonju             | Wonju / Hoengseong | 73,491     |

## Số liếu cuối cùng của năm 2000
| Hạng | Sân bay                   | Thành phố          | Hành khách |
| ---- | ------------------------- | ------------------ | ---------- |
| 1.   | Sân bay quốc tế Gimpo     | Seoul              | 36,637,067 |
| 2.   | Sân bay quốc tế Gimhae    | Busan              | 9,358,152  |
| 3.   | Sân bay quốc tế Jeju      | Jeju               | 9,125,939  |
| 4.   | Sân bay Gwangju           | Gwangju            | 2,381,551  |
| 5.   | Sân bay Daegu             | Daegu              | 2,241,310  |
| 6.   | Sân bay Ulsan             | Ulsan              | 1,377,000  |
| 7.   | Sân bay Sacheon           | Sacheon / Jinju    | 880,492    |
| 8.   | Sân bay Pohang            | Pohang             | 801,607    |
| 9.   | Sân bay Yeosu             | Yeosu              | 669,385    |
| 10.  | Sân bay Cheongju          | Cheongju           | 528,726    |
| 11.  | Sân bay quân sự Gangneung | Gangneung          | 515,249    |
| 12.  | Sân bay Mokpo             | Mokpo              | 337,667    |
| 13.  | Sân bay Gunsan            | Gunsan             | 270,789    |
| 14.  | Sân bay Sokcho            | Sokcho             | 134,185    |
| 15.  | Sân bay quân sự Yecheon   | Yecheon            | 133,273    |
| 16.  | Sân bay Wonju             | Wonju / Hoengseong | 84,403     |

## Số liếu cuối cùng của năm 1999
| Hạng | Sân bay                   | Thành phố          | Hành khách |
| ---- | ------------------------- | ------------------ | ---------- |
| 1.   | Sân bay quốc tế Gimpo     | Seoul              | 33,284,079 |
| 2.   | Sân bay quốc tế Gimhae    | Busan              | 8,388,401  |
| 3.   | Sân bay quốc tế Jeju      | Jeju               | 8,242,134  |
| 4.   | Sân bay Gwangju           | Gwangju            | 2,367,585  |
| 5.   | Sân bay Daegu             | Daegu              | 2,086,436  |
| 6.   | Sân bay Ulsan             | Ulsan              | 1,285,591  |
| 7.   | Sân bay Sacheon           | Sacheon / Jinju    | 858,237    |
| 8.   | Sân bay Pohang            | Pohang             | 789,973    |
| 9.   | Sân bay Yeosu             | Yeosu              | 654,309    |
| 10.  | Sân bay quân sự Gangneung | Gangneung          | 564,669    |
| 11.  | Sân bay Mokpo             | Mokpo              | 372,235    |
| 12.  | Sân bay Cheongju          | Cheongju           | 353,728    |
| 13.  | Sân bay Gunsan            | Gunsan             | 258,005    |
| 14.  | Sân bay Sokcho            | Sokcho             | 225,342    |
| 15.  | Sân bay quân sự Yecheon   | Yecheon            | 169,615    |
| 16.  | Sân bay Wonju             | Wonju / Hoengseong | 86,196     |

## Số liếu cuối cùng của năm 1998
| Hạng | Sân bay                   | Thành phố          | Hành khách |
| ---- | ------------------------- | ------------------ | ---------- |
| 1.   | Sân bay quốc tế Gimpo     | Seoul              | 29,296,342 |
| 2.   | Sân bay quốc tế Gimhae    | Busan              | 7,600,329  |
| 3.   | Sân bay quốc tế Jeju      | Jeju               | 7,469,980  |
| 4.   | Sân bay Gwangju           | Gwangju            | 2,171,783  |
| 5.   | Sân bay Daegu             | Daegu              | 1,799,531  |
| 6.   | Sân bay Ulsan             | Ulsan              | 1,205,112  |
| 7.   | Sân bay Pohang            | Pohang             | 784,983    |
| 8.   | Sân bay Sacheon           | Sacheon / Jinju    | 764,670    |
| 9.   | Sân bay Yeosu             | Yeosu              | 684,289    |
| 10.  | Sân bay quân sự Gangneung | Gangneung          | 626,893    |
| 11.  | Sân bay Mokpo             | Mokpo              | 377,139    |
| 12.  | Sân bay Sokcho            | Sokcho             | 319,734    |
| 13.  | Sân bay Cheongju          | Cheongju           | 299,904    |
| 14.  | Sân bay Gunsan            | Gunsan             | 287,950    |
| 15.  | Sân bay quân sự Yecheon   | Yecheon            | 217,088    |
| 16.  | Sân bay Wonju             | Wonju / Hoengseong | 87,278     |

## Số liếu cuối cùng của năm 1997
| Hạng | Sân bay                   | Thành phố          | Hành khách |
| ---- | ------------------------- | ------------------ | ---------- |
| 1.   | Sân bay quốc tế Gimpo     | Seoul              | 36,489,214 |
| 2.   | Sân bay quốc tế Gimhae    | Busan              | 9,958,559  |
| 3.   | Sân bay quốc tế Jeju      | Jeju               | 9,819,129  |
| 4.   | Sân bay Gwangju           | Gwangju            | 2,861,998  |
| 5.   | Sân bay Daegu             | Daegu              | 2,173,183  |
| 6.   | Sân bay Ulsan             | Ulsan              | 1,691,279  |
| 7.   | Sân bay Pohang            | Pohang             | 1,124,781  |
| 8.   | Sân bay Yeosu             | Yeosu              | 981,661    |
| 9.   | Sân bay Sacheon           | Sacheon / Jinju    | 966,727    |
| 10.  | Sân bay quân sự Gangneung | Gangneung          | 900,448    |
| 11.  | Sân bay Gunsan            | Gunsan             | 456,926    |
| 12.  | Sân bay Sokcho            | Sokcho             | 437,157    |
| 13.  | Sân bay quân sự Yecheon   | Yecheon            | 390,154    |
| 14.  | Sân bay Cheongju          | Cheongju           | 370,743    |
| 15.  | Sân bay Mokpo             | Mokpo              | 298,496    |
| 16.  | Sân bay Wonju             | Wonju / Hoengseong | 121,944    |